# Clima delle isole britanniche
Le Isole britanniche sono al centro della Corrente del Golfo, quindi il clima è atlantico con precipitazioni abbondanti, con inverni miti ed estati fresche. Episodi come gelate o nevicate,  in inverno, sono molto rari. L'umidità diminuisce verso est: l'Irlanda quindi è molto più piovosa della Gran Bretagna. I fiumi sono brevi, ma ricchi di acque grazie alle piogge, sono navigabili per lunghi tratti e sui loro ampi estuari sono presenti dei porti. I più importanti sono il Tamigi, il Severn e il Trent in Gran Bretagna e lo Shannon in Irlanda. Il clima è molto umido e le temperature massime superano di rado i 30 gradi.